# Kultura ceramiki kreskowej
Zasugerowano, aby zintegrować ten artykuł z artykułem Kultura ceramiki kreskowanej. Nie opisano powodu propozycji integracji.

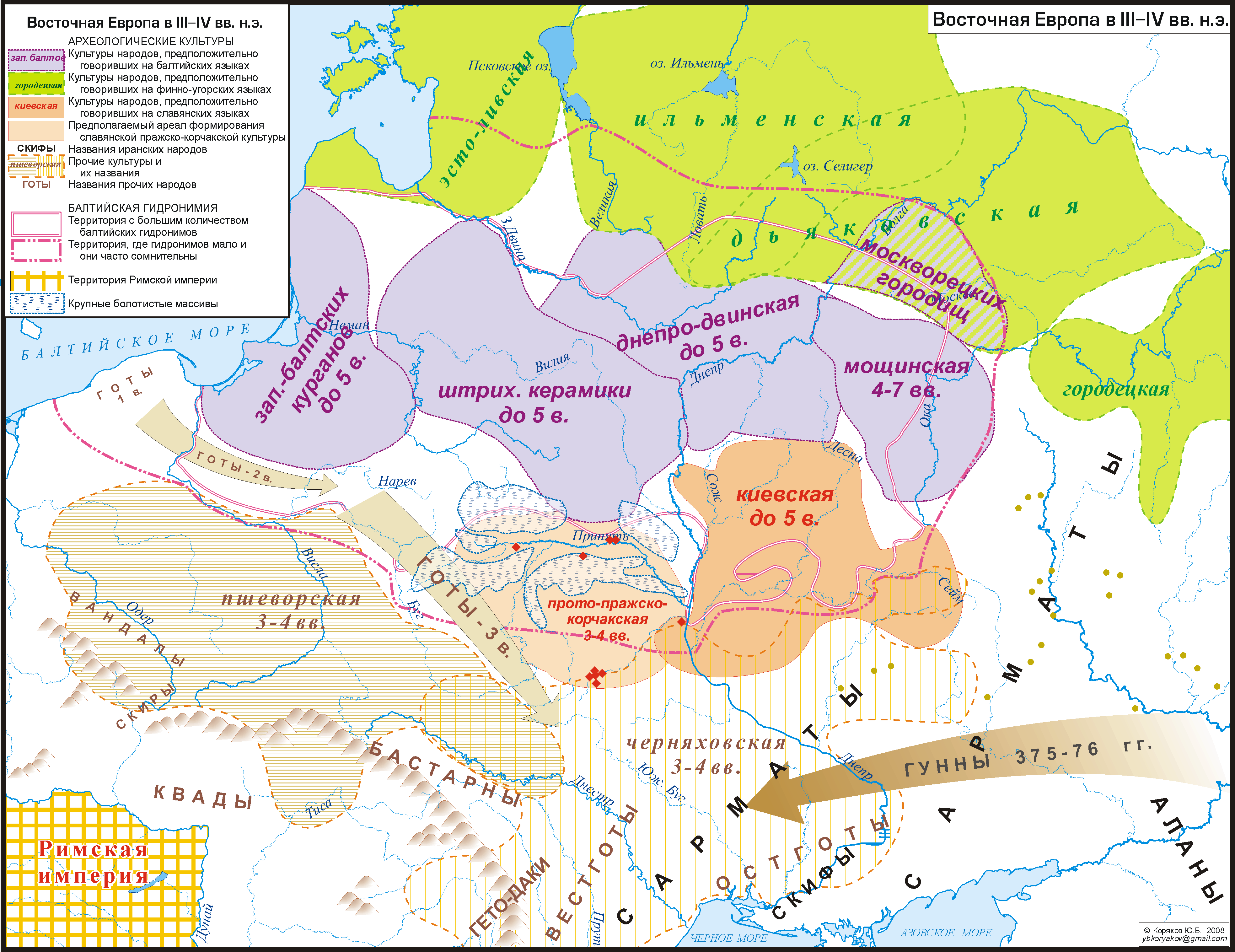
Kultury archeologiczne Europy Wschodniej w okresie III-IV w. n.e. - kultura ceramiki kreskowej zaznaczona kolorem filetowym i opisana "штрuх. керамuкu"

Kultura ceramiki kreskowej (również kultura ceramiki sztrychowanej) – kultura archeologiczna, istniejąca od I tysiąclecia p.n.e. do III-IV wieku n.e. na terenach wschodniej i północno-zachodniej Litwy, środkowej Białorusi oraz południowo-wschodniej Łotwy. Najważniejsze stanowiska odkryto m.in. w Bratoniszkach, Žalioji, Duksztach, Niewieryszkach, Petrašiūnai, Moškènai i Nurūnai.
Pierwsze osady zakładano w miejscu dawniej istniejących siedlisk. W I tysiącleciu p.n.e. osady zaczęto otaczać umocnieniami (znanych jest ok. 100 osad tego typu).
Nazwa kultury pochodzi od charakterystycznego sposobu ozdabiania naczyń ceramicznych. Podstawowym zajęciem ludności była hodowla bydła. Pierwsze wyroby żelazne pochodzą z VII-VI w. p.n.e. Metalurgia rozwija się prężnie od IV w. p.n.e.
Obrządek pogrzebowy to głównie groby ciałopalne popielnicowe i bezpopielnicowe.
Kultura ta nie jest jednoznacznie etnicznie identyfikowana, czasami jest przypisywana ludom bałtyjskim a czasami ugrofińskim.